# Benavente (freguesia)
A Freguesia de Benavente, com sede na vila que lhe dá o nome, é uma freguesia portuguesa do Município de Benavente com 130,41 km² de área e 9385 habitantes (censo de 2021), tendo, assim, uma densidade populacional de 72 hab./km².

## Demografia
Nota: Com lugares desanexados desta freguesia foi criada, pela Lei n.º 61/88,  de 23 de Maio, a freguesia de Barrosa.
A população registada nos censos foi:
| Distribuição da População por Grupos Etários | Distribuição da População por Grupos Etários | Distribuição da População por Grupos Etários | Distribuição da População por Grupos Etários | Distribuição da População por Grupos Etários |
| -------------------------------------------- | -------------------------------------------- | -------------------------------------------- | -------------------------------------------- | -------------------------------------------- |
| Ano                                          | 0-14 Anos                                    | 15-24 Anos                                   | 25-64 Anos                                   | > 65 Anos                                    |
| 2001                                         | 1363                                         | 1134                                         | 4486                                         | 1328                                         |
| 2011                                         | 1528                                         | 980                                          | 4953                                         | 1713                                         |
| 2021                                         | 1404                                         | 1060                                         | 4981                                         | 1940                                         |

## Património
- Cruzeiro e Adro do Largo do Calvário
- Pelourinho de Benavente

## Personalidades ilustres
- Visconde de Benavente e Barão de Benavente